# 周憲 (弘治進士)
周憲（1460年—1512年），字時敏，湖廣承宣布政使司安陸州（今湖北省鍾祥縣）人，明朝政治人物。

## 生平
弘治二年（1489年）己酉科湖廣鄉試第二十九名舉人。弘治六年（1493年）中式癸丑科會試第二百三十四名，二甲第九十名，授刑部主事，升刑部員外郎。弘治十七年（1504年），因事連坐下詔獄，出為兗州通判。
正德初年，恢復官職，歷郎中、雲南大理府知府。正德六年（1511年），陞江西按察司副使。華林、馬腦民變，總督陳金檄周憲進剿，攻打北門時，其戰敗被俘，罵不絕口，被肢解。其子前往援救，亦战死。朝廷贈按察使，予祭葬，諡節愍。嘉靖二年（1523年），江西巡撫盛應期請與黃宏、馬思聰一同祭祀于忠烈祠。經給事中李鐸進言，命有關部門每年給其家米二石，帛二匹。

## 家族
曾祖周復；祖父周貴，封滁州知州；父周正，大同知府。母朱氏（封宜人）。

## 延伸阅读
[在维基数据编辑]
 《國朝獻徵錄·卷之八十六》，出自焦竑《國朝獻徵錄》
 《明史卷二百八十九》，出自《明史》